# Johann Christian Friedrich Haeffner
Johann Christian Friedrich Haeffner (ook wel Hæffner, Oberschönau, 2 maart 1759 – Uppsala, 28 mei 1833) was een Duits componist en musicus werkzaam in Zweden. Hij was de componist van Haeffners koralbok. Haeffner was hofkapeldirigent, domkerkorganist en director musices bij de Universiteit van Uppsala. Haeffner is begraven op het oude kerkhof in Uppsala.

## Biografie

### Vroege jaren
Haeffners vader was de leraar Johann Heinrich Häffner (overleden in 1780) en zijn moeder was Anna Reckenagel. Haeffner toonde al op jonge leeftijd muzikaal talent. Een van zijn favoriete bezigheden als kind was om op vogeljacht te gaan in de uitgestrekte bossen (Oberschönau ligt in de huidige Landkreis Schmalkalden-Meiningen in het westelijke deel van het Thüringerwoud), waar hij verbleef bij de mijnwerkers in hun hutten en luisterde naar de sprookjes en liedjes, 'snapperlieder', die ze vaak zongen. Dit beïnvloedde later Haeffners grote interesse in volksliedjes.
Toen het gezin later naar Schmalkalden verhuisde, kreeg hij les bij de organist en componist Johann Gottfried Vierling (1750-1813). Hij werd bedreven in het orgelspel en op 9-jarige leeftijd speelde hij al tijdens kerkdiensten. In de tweede helft van de jaren 1770 was hij dirigent van verschillende theatergezelschappen in Frankfurt am Main, Hamburg en Berlijn.

### Zweden
In juni 1781 verhuisde Haeffner naar Stockholm en werd hij organist in de Tyska kyrkan. Hetzelfde jaar werd hij aangenomen bij de Koninklijke Opera en in 1783 werd hij zangmeester en altviolist. In de jaren 1781-1783 was Haeffner ook dirigent in de theaters van Carl Stenborg (Stenborgs Teater).
In 1786 werd Haeffner benoemd tot assistent-dirigent van de hofkapel en in 1787 dirigeerde hij de wereldpremière van zijn opera Electra in het Drottningholmtheater. Een van de rollen was die van de sopraan Ismene, gespeeld door Elisabeth Forsselius, met wie Haeffner hetzelfde jaar trouwde. De opera werd vervolgens verschillende keren opgevoerd in de opera. De opera werd later in 1991 opnieuw opgevoerd in het Drottningholmtheater. Haeffner werd in 1788 verkozen tot lid nr. 103 van de Koninklijke Zweedse muziekacademie.
In 1792 stierf hofkapeldirigent Joseph Martin Kraus en het jaar daarop werd Haeffner benoemd tot plaatsvervangend hofkapeldirigent. Op 1 november ging zijn opera Alcides inträde i världen in première. Uiteindelijk werd hij in 1799 officieel benoemd tot hofkapelmeester, wat hij sinds 1794 de facto al was. In hetzelfde jaar dirigeerde hij de wereldpremière van Joseph Martin Kraus' 5 uur durende opera “Dido en Aeneas” in een door Haeffner aangepaste en ingekorte vorm. In 1801 dirigeerde hij de wereldpremière van zijn eigen opera Renaud. Haeffner dirigeerde ook de eerste Zweedse uitvoeringen van Mozarts Requiem en Händels Messiah, beide in 1805.

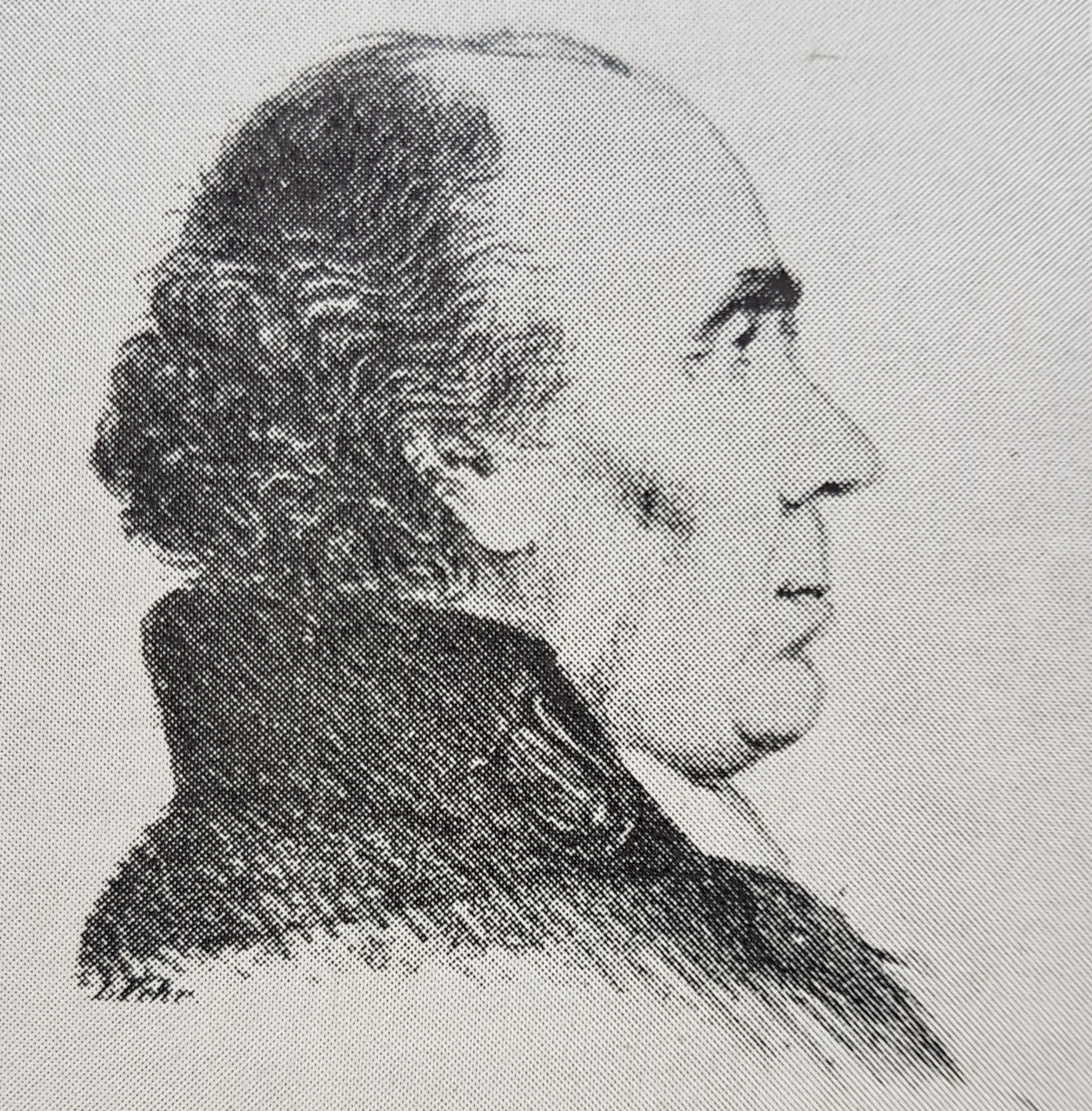
Haeffner door Ludvig Fehr

De opera werd in 1806 gesloten door koning Gustaaf IV Adolf en Haeffner ontving een pensioen van 400 riksdaler. In 1807 scheidde hij van Elisabeth Forsselius en in 1808 werd Haeffner benoemd tot director musices aan de Universiteit van Uppsala. In datzelfde jaar werd Haeffner benoemd tot organist van de kathedraal van Uppsala, een functie die hij tot zijn dood in 1833 bekleedde.
Bij de Universiteit van Uppsala was hij actief in de romantisch nationalistische stromingen van die tijd, onder andere met de leden van de Götiska Förbundet, Erik Gustaf Geijer en Per Daniel Amadeus Atterbom, en schreef, componeerde en arrangeerde hij een groot aantal stukken voor mannenkwartet, de term uit die tijd voor muziek voor vierstemmig mannenkoor. Haeffner was zeer geliefd bij studenten, die hem liefkozend ''oude meneer Haeffner'' noemden. Hij stichtte de nog steeds bestaande traditie van studentenzang (vierstemmig mannenkoor), die zich al snel verspreidde naar andere universiteiten in Scandinavië en later naar de meeste mannenkoren buiten de universiteiten.

## Andere bezigheden
Naast zijn muzikale bezigheden was Haeffner ook een kundig silhouetsnijder. Veel van zijn silhouetten bevinden zich in het archief van de Koninklijke muziekacademie. Hij heeft een silhouet van Bellman gesneden.

Haeffner was ook een fervent insectenverzamelaar. Zijn grote verzameling werd na zijn dood aangekocht door de koning, die de verzameling later schonk aan de Universiteit van Uppsala, waar hij nog steeds tentoongesteld wordt. 